# Senjska Draga
Senjska Draga je naselje u Republici Hrvatskoj, u sastavu Grada Senja, Ličko-senjska županija. 

## Stanovništvo
Prema popisu stanovništva iz 2001. godine, naselje je imalo 100 stanovnika te 34 obiteljskih kućanstava.

Prema popisu stanovništva 2011. godine naselje je imalo 85 stanovnika.
| broj stanovnika | 152   | 181   | 212   | 231   | 260   | 202   | 214   | 198   | 202   | 182   | 149   | 120   | 128   | 118   | 100   | 85    | 78    |
|                 | 1857. | 1869. | 1880. | 1890. | 1900. | 1910. | 1921. | 1931. | 1948. | 1953. | 1961. | 1971. | 1981. | 1991. | 2001. | 2011. | 2021. |

## Poznate osobe
- Matija Lopac